# Col de Balme
Col de Balme (2195 m) je visoki planinski prijevoj u Alpama, na granici između Švicarske i Francuske. Povezuje Trient u švicarskom kantonu Valais s Argentièreom u francuskom departmanu Haute-Savoie. Prijevoj se nalazi između vrhova Tête de Balme i Les Grandes Otanes.
Col de Balme nalazi se na stazi Tour du Mont Blanc. Iznad vrha prijevoja nalazi se restoran.

## Galerija slika
- Pogled na prijevoj sa švicarske strane
- Planinarski objekt na sedlu
- Graničnik
- Prilaz sa francuske strane

## Vanjske poveznice
|  | Zajednički poslužitelj ima još gradiva o temi Col de Balme |

- Col de Balme na Hikru